# Achondrostoma oligolepis
Achondrostoma oligolepis là một loài cá vây tia trong họ Cyprinidae. Chúng là loài đặc hữu của Bồ Đào Nha.

## Hình ảnh

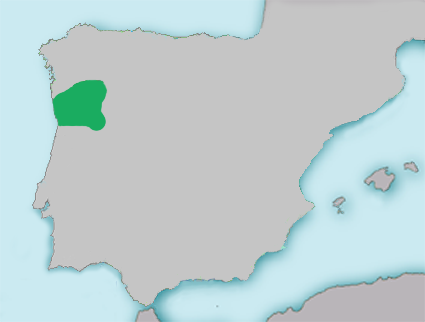